# Zandleij

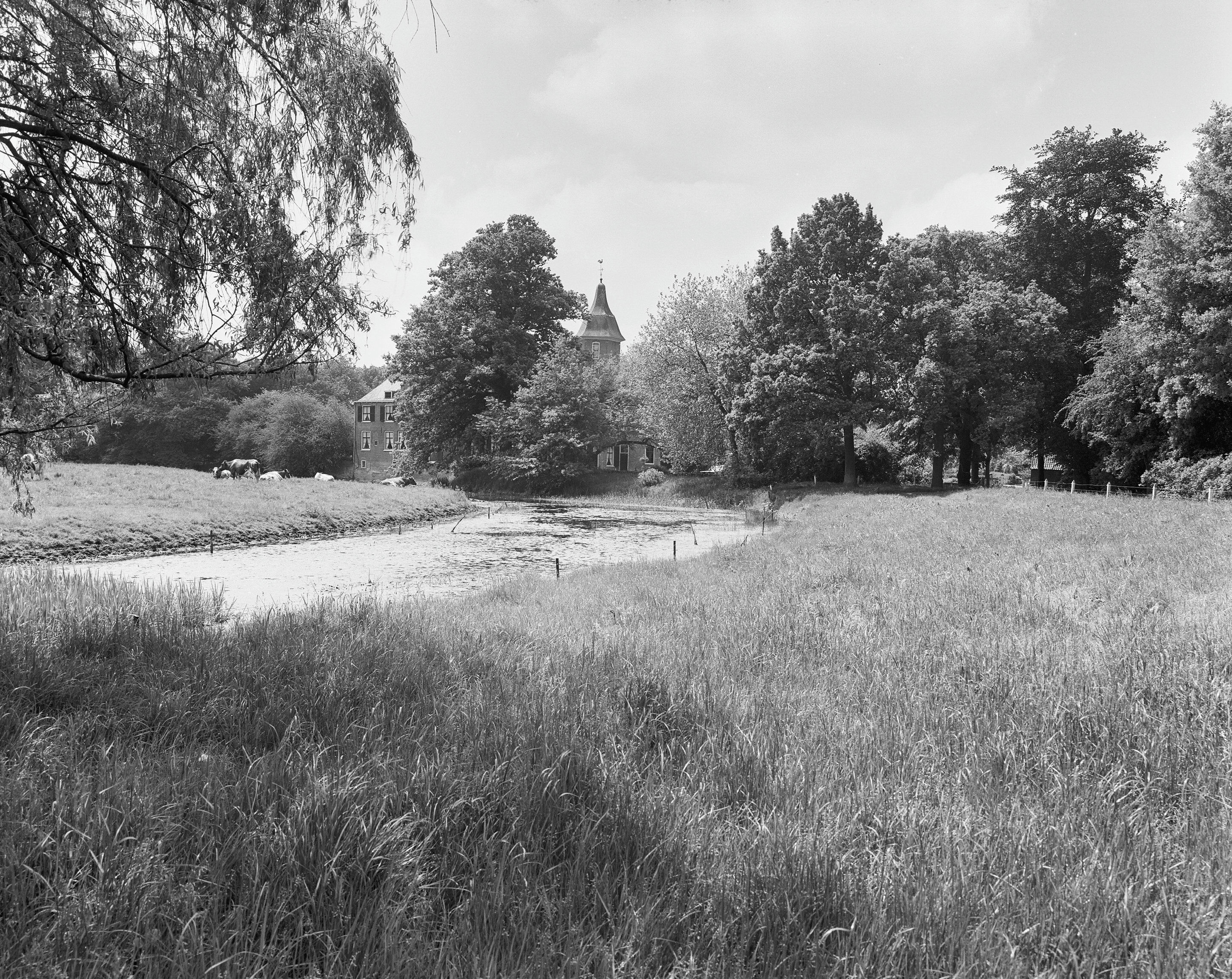
De Zandleij bij kasteel Zwijnsbergen

De Zandleij is een waterloop in Noord-Brabant.
Ze begint ten noorden van Tilburg, waar zich een complex van vloeivelden bevindt. Deze zijn tussen 1919 en 1929 aangelegd en dienden om het afvalwater van de stad Tilburg en zijn textielindustrie te zuiveren. Er bevindt zich daar een rioolwaterzuiveringsinstallatie.
Van hier uit stroomde het riviertje in noordoostelijke richting, door het natte en laaggelegen natuurgebied De Brand ten noorden van Udenhout, en vervolgens langs kasteel Zwijnsbergen bij Helvoirt. Daarna buigt de stroom zich in noordelijke richting en doorsnijdt de dekzandrug. Bij Cromvoirt komt de Zandleij uit in het Afwateringskanaal 's-Hertogenbosch-Drongelen.
Het stroompje is nimmer geheel natuurlijk geweest, waarvan de naam leij, wat geleiden betekent, getuigt.
Men neemt aan dat de Zandleij tussen de 14e en de 18e eeuw gegraven is. In de jaren 60 van de 20e eeuw waren er capaciteitsproblemen en is er een nieuwe bedding gegraven. De oorspronkelijke bedding heet nu Zandkantse Leij.
Het kanaaltje vangt kwel af en draagt daarmee bij aan de verdroging van het natuurgebied De Brand, terwijl bij overvloedige regenval dit gebied juist weer overstroomd wordt met vervuild water van elders.

## Zijstromen en vertakkingen
De Zandleij heeft onderstaande zijstroompjes en vertakkingen om uiteindelijk uit te monden in het Afwateringskanaal 's-Hertogenbosch-Drongelen.
- Zandleij
  - Verbindingsleij → Broekleij
  - Raamse Loop
    - Verbindingsloopje

  - Kolenvenseloop
    - Verbindingsloopje
    - Assisiëloop

  - Capucijnenloop
  - Roomleij
    - Biezenmortelseloop
      - Winkelseloop

  - Zandkantse Leij
    - Loonse Hoekloop
    - Molenstraatse Loop

  - Endekeloop
  - Kasteelloop
    - Endekeloop
    - Wouwert

  - Buntsteegloop